# McMahonlinjen
McMahonlinjen är den gräns mellan Kina, Tibet och Indien som de brittiska koloniala myndigheterna och Tibet överenskom vid Simlakonferensen år 1914. Gränsen, som aldrig godtogs av Kina, angavs på officiella indiska kartor första gången 1937.
Indien utropade 1950 ensidigt McMahonlinjen som gräns mellan Indien och Tibet.